# 미나모토노 아사토
미나모토노 아사토(源朝任)는 일본 헤이안 시대 중기의 공경이다.
우다 천황의 후손으로 미나모토노 도키나카의 아들이다.